# Kleisthenés
Kleisthenés (starořecky Κλεισθένης, kolem 570 př. n. l. – kolem 507 př. n. l.) byl athénský státník, zákonodárce a reformátor městských institucí, podle Hérodota zakladatel athénské demokracie.

## Život
Kleisthenés pocházel ze vznešeného rodu Alkméonovců, po matce byl vnukem tyrana Kleisthena ze Sikyónu a jeho vnuk byl státník a vojevůdce Alkibiadés. Patrně už za tyrana Hippia, syna Peisistratova, byl jmenován archontem a ke konci života snad opustil Athény, buď jako vyhnanec, anebo pouze na cestách. Štědrými dary dosáhl toho, že věštírna v Delfách uložila spartskému králi Kleomenovi I., aby svrhl tyranii v Athénách. Podle jiných se s Kleomenem spojil naopak Kleisthenův soupeř Isagorás, který ho poslal do vyhnanství, a teprve když svými činy vyvolal povstání a byl vyhnán z Athén, mohl se Kleisthenés kolem roku 510 př. n. l. vrátit. Kleisthenés snad roku 508 př. n. l. zlomil svými reformami moc oligarchické strany v Athénách a zavedl režim, který nazýval isonomie (zákonná rovnost). Podle Aristotela zavedl také ostrakismus, jakýsi plebiscit, kterým mohlo lidové hlasování poslat do vyhnanství nebezpečně ctižádostivé muže, kteří by se mohli pokusit o diktaturu; pro ortel vyhnanství bylo třeba 6 tisíc hlasů.

## Kleisthenovy reformy
Kleisthenés zrušil Drakónovu a Solónovu organizaci obce podle čtyř tradičních rodů (gené) a zavedl nové územní dělení na démy (obce), uspořádané do deseti fýl (kmenů). Území každé fýly se skládalo z městských, přímořských a chudších vnitrozemních démů, aby mezi fýlami nebyly velké sociální rozdíly. Losováním ve velkém shromáždění všech svobodných mužů se z každé fýly vybralo 50 zástupců a tak vznikla búlé čili Rada 500; padesát z nich tvořilo vždy na desetinu roku athénskou vládu (prytaneion). Búlé navrhovala zákony a předkládala velkému shromáždění, které se scházelo asi 40krát do roka a mohlo návrh schválit, odmítnout nebo vrátit s připomínkami. Kleisthenés reformoval také soud (dikastérion), kde zasedalo několik set občanů, denně volených losem.